# Campo Maior (Brazilië)
Campo Maior is een gemeente in de Braziliaanse deelstaat Piauí. De gemeente telt 46.068 inwoners (schatting 2009).
De plaats is zetel van het rooms-katholieke bisdom Campo Maior.